# Osericta
Osericta Simon, 1901 è un genere di ragni appartenente alla famiglia Salticidae.

## Distribuzione
Le due specie oggi note di questo genere sono diffuse in Brasile e Perù.

## Tassonomia
A maggio 2010, si compone di due specie:
- Osericta cheliferoides (Taczanowski, 1878) — Perù
- Osericta dives Simon, 1901[2] — Brasile

### Specie trasferite
- Osericta cancellata Mello-Leitão, 1943: ridenominata Cotinusa cancellata (Mello-Leitão, 1943) da uno studio dell'aracnologa Galiano del 1981[1].
- Osericta trifasciata Mello-Leitão, 1943: ridenominata Cotinusa trifasciata (Mello-Leitão, 1943) da uno studio dell'aracnologa Galiano del 1963[1].